# Demons & Mosquitoes
Demons & Mosquitoes (dosl. 'Demoni i komarci') prvi je studijski album hrvatskog pjevača Marka Purišića, poznatijeg pod umjetničkim imenom Baby Lasagna. Album je objavljen 7. veljače 2025.

## Pozadina
Album je nastao tijekom 2023., a Purišić ga je samostalno napisao i producirao.[nedostaje izvor]

## Objava i promocija

### Singlovi
Prvi singl za album bio je IG Boy (također stilizirano kao IG BOI), objavljen 21. listopada 2023. Isti je dan na YouTubeu objavljen glazbeni spot. 19. prosinca objavljen je drugi singl naziva Don't Hate Yourself, But Don't Love Yourself Too Much koji je također popraćen glazbenim videom objavljenim na isti nadnevak. Oba je spota režirala Purišićeva supruga Elizabeta Ružić.[nedostaje izvor]
Prema Purišiću, pjesma Rim Tim Tagi Dim izvorno nije trebala biti singl s albuma, no njegov prijatelj je u pjesmi prepoznao potencijal i potaknuo Purišića da prijavi pjesmu na Doru 2024.
Dana 14. lipnja 2024. Purišić je najavio slijedeći ukupno četvrti singl s albuma pod nazivom „And I” za kojeg je također snimio i glazbeni video. Purišić 24. kolovoza objavljuje kako idući singl s albuma, "Biggie Boom Boom," izlazi 30. kolovoza.

### Nastupi
Na dan 25. svibnja 2024. godine, Baby Lasagna je na svom nastupu na umaškom Sea Star Festivalu, osim do tad objavljenih singlova, premijerno izveo i pjesme s albuma koje još nisu objavljene.
U sklopu promocije albuma najavljena je turneja pod nazivom Meow Back Tour.

## Kritike
Borna Šućarević s portala Muzika.hr nazvao je album šarolikim ostvarenjem koje »testira granice strukturalne izdržljivosti«. Marinko Krmpotić s portala Novi list pohvalio je album i nazvao ga »eksperimentalnim, plesnim, razigranim, ali sa smislom i porukama«. Igor Jurilj s portala Music Box nazvao je album »raznolikim i sirovim« te ga ocijenio s 4,5/5. Maja Trstenjak s portala Glazba.hr pohvalila je album te zaključila da »[Baby Lasagna] ne samo da opravdava očekivanja već postavlja čvrste temelje za svoju buduću karijeru«. Ivan Grobenski s portala ravnododna.com ocijenio je album 8/10 te primijetio da je na albumu »gotovo sve „već viđeno“ ili „već poslušano“, a opet dovoljno svježe da ostane taman dovoljno zanimljivo i novo.«

## Popis pjesama
| Br. | Skladba                                                 | Autor   | Producent(i) | Trajanje |
| --- | ------------------------------------------------------- | ------- | ------------ | -------- |
| 1.  | »Hypocritical«                                          |         |              | 1:22     |
| 2.  | »IG BOY«                                                | Purišić | Purišić      | 3:00     |
| 3.  | »Good Boy lasagna«                                      |         |              | 3:02     |
| 4.  | »Stress«                                                | Purišić | Purišić      | 3:01     |
| 5.  | »and I«                                                 | Purišić | Purišić      | 2:51     |
| 6.  | »Less Than Great«                                       |         |              | 3:06     |
| 7.  | »Don't Hate Yourself, But Don't Love Yourself Too Much« | Purišić | Purišić      | 3:06     |
| 8.  | »Again«                                                 |         |              | 2:21     |
| 9.  | »Baila«                                                 |         |              | 2:15     |
| 10. | »Rim Tim Tagi Dim«                                      | Purišić | Purišić      | 2:59     |
| 11. | »Catch Me If You Can«                                   | Purišić | Purišić      | 3:28     |
| 12. | »Biggie Boom Boom«                                      | Purišić | Purišić      | 2:36     |
| 13. | »Dopamine«                                              |         |              | 1:38     |
| 14. | »Demons & Mosquitoes«                                   |         |              | 2:56     |